# Rheocricotopus lindbergi
Rheocricotopus lindbergi är en tvåvingeart som beskrevs av Lehmann 1969. Rheocricotopus lindbergi ingår i släktet Rheocricotopus och familjen fjädermyggor. Inga underarter finns listade i Catalogue of Life.